# Ристо Тубић
Ристо Тубић (Требиње — Орашје, 11. новембар 1933 — Београд, 30. јул 2018) југословенски је и српски професор, филозоф историје и морала, књижевник, критичар и познати преводилац значајних филозофских дела са пољског и енглеског језика.

## Биографија
Ристо Тубић је рођен у Орашју у Поповом пољу 1933. године. Студирао је и дипломирао на Филозофском факултету Универзитета у Београду. Докторирао је на Универзитету у Варшави темом из историје британске филозофије морала. Каријеру професора филозофије је започео на Филозофском факултету у Сарајеву. У раздобљу од 1969. до 1992. радио је прво као асистент (1969), доцент (1971), а затим и као ванредни професор (1975). и потом редовни професор за предмет: Историја социјалних и политичких теорија. Био је и декан (1981 - 1983) Одјељења за филозофију Филозофског факултета у Сарајеву. Био је дугогодишњи уредник познатог филозофског часописа „Дијалог“ у Сарајеву, и уредник филозофске библиотеке „Етос“ издавачке куће „Свјетлост“. Ужа област Тубићевог интересовања и истраживања је историја политичке и социјалне филозофије, филозофија морала, филозофска антропологија и филозофија историје. Филозофски факултет у Сарајеву је напустио 1992. када се преселио у Београд. У Београду је предавао на Педагошкој академији а држао је предавања и на Филозофском факултету у Бањалуци.
Тубић је објавио више књига из области политичке филозофије, етике, филозофске антропологије, социјалне и политичке теорије и филозофије историје. Врло је значајан његов допринос као преводиоца битних филозофских дела са пољског и енглеског језика. Тубић је превео најзначајнија дела Лешека Колаковског, превео је Робина Колингвуда, Марију Осовску, Алфреда Ајера, Ричарда Еванса. Заједно са својим рођаком филозофом Спасојем Ћузуланом и филозофом Алексом Бухом сачињава групу три највећа преводиоца филозофских дела у Републици Српској, сва три рођена у источној Херцеговини.
Тубић је у професорској каријери био члан многих комисија за одбрану доктората и члан жирија за доделу награда из области публицистике. Поред тога, Тубић је неретко објављивао своје чланке, критике и интервјуе и у дневним и седмичним листовима и новинама као што су Политика и НИН.
Био је члан Издавачког савјета часописа за књижевност и културу „Нова Зора”.
Од 1992. Тубић је живео и радио у Београду и повремено у Бањалуци. Преминуо је у Београду 30. јула 2018. године.